# Borboropactus mindoroensis
Borboropactus mindoroensis är en spindelart som beskrevs av Alberto Barrion och James A. Litsinger 1995. Borboropactus mindoroensis ingår i släktet Borboropactus och familjen krabbspindlar.
Artens utbredningsområde är Filippinerna. Inga underarter finns listade.